# Маргарет Мід
Маргарет Мід (англ. Margaret Mead; 16 грудня 1901, Філадельфія — 15 листопада 1978, Нью-Йорк) — американська вчена-антрополог.Належала до етнопсихологічної школи Франца Боаса. Проводила дослідження з етнології та культурної антропології, вивчала культури нечисленних народів, внесла значний вклад в розвиток етнографії, антропології, культурології. Досліджувала проблеми семантики дитинства в різних культурах та семіотики дитячої свідомості і поведінки. Заклала підвалини для розробки культурології дитинства як спеціальної галузі наукового знання.
Маргарет Мід цікавилась проблемами історичної мінливості образів дитинства в різних культурах, описувала культурні ролі материнства і батьківства, вивчала значення статі і темпераменту в сексуальних відносинах чоловіків і жінок.

## Біографія
Народилася в ліберальній квакерскій родині в Філадельфії, батько — професор Вортонської школи бізнесу Пенсільванського університету, мати — соціолог, працювала з італійськими імігрантами. У родині, крім старшої Маргарет, було четверо дітей: Річард (1904—1975), Елізабет (1909—1983), Катрін (1906—1907, померла у віці 9 місяців) і Присціла (1911—1959).
Один рік провчилася в університеті Де По в Індіані, отримала бакалаврський ступінь в Колумбійському університеті (1923); 1924 року захистила там магістерську дисертацію. На її наукові погляди мали великий вплив Рут Бенедикт та Франц Боас. 1925 року вирушила на польові дослідження в Полінезії, на Самоа, де зібрала обширний матеріал про процес соціалізації дітей та підлітків в самоанському суспільстві.
Після повернення з Полінезії 1926 року почала працювати куратором в Американському музеї природної історії в Нью-Йорку. 1929 року захистила дисертацію в Колумбійському університеті та отримала ступінь доктора філософії (Ph.D.).
Тричі одружувалася з різними антропологами (в тому числі з Грегорі Бейтсоном).

## Наукові інтереси
Досліджувала відносини між різними віковими групами в традиційних (папуаси, самоа та ін.) і сучасних суспільствах (розрив поколінь), дитячу психологію з позицій етнопсихологічної школи.
У праці «Дорослішання на Самоа» (1928) прийшла до висновку про відсутність конфлікту поколінь та труднощів соціалізації підлітків у традиційному суспільстві.
Мід виділила три основні типи обміну знань між дорослими та дітьми:
- постфігуративний — передача знань від дорослих до дітей;
- кофігуративний — отримання дітьми та дорослими знань переважно від однолітків;
- префігуративний — передача знань від дітей до дорослих.

## Праці

### Монографії
- Coming of Age in Samoa. A Psychological Study of Primitive Youth for Western Civilisation. 1928; (перевидання: Harper Perennial, 2001 ISBN 978-0-688-05033-7)
- Growing Up in New Guinea.1930; (перевидання: Harper Perennial, 2001 ISBN 978-0-688-17811-6)
- Social organization of Manu'a. Honolulu 1930; (перевидання: Krauss Reprint, New York 1969, ISBN 0-910240-08-6)
- The changing culture of an Indian tribe. New York 1932; (перевидання: AMS Press, New York 1969)
- Kinship in the Admiralty Islands. New York 1934; (перевидання: Transaction Publications, New Brunswick, Canada 2002, ISBN 0-7658-0764-5)
- Sex and Temperament in Three Primitive Societies. 1935;
- Cooperation and competition among primitive peoples. New York 1937; (перевидання: Transaction Publications, New Brunswick, Canada 2003, ISBN 0-7658-0935-4)
- Male and female. 1949;
- New lives for old. Cultural transformation; manuscripts 1928—1953. New York 1956; (перевидання: Perennial Edition, New York 2001, ISBN 0-06-095806-5)
- Anthropology. A human science; selected papers 1939—1960. Van Nostrand, Princeton, 1964, ISBN 0-442-09871-5
- Continuities in cultural evolution. New Haven, Conn. 1964; (перевидання: Transaction Publishers, New Brunswick, N.J. 1999, ISBN 0-7658-0604-5)
- Anthropologists and what they do. Watts, New York 1965
- An anthropologist at work. Writings of Ruth Benedict. New York 1966; (перевидання: Greenwood Press, Westport, Conn. 1977)
- The Mountain Arapesh. Natural History Press, Garden City (1. The record of unabelin with Rorschach analyses, 1968; 2. Arts and supernaturalism, 1970; 3. Stream of events in Alitola, 1971.)
- Science and the concept of race. CUP, New York 1968
- Culture and Commitment. 1970;
- People and places (Anthropology; v. 3). Bantam Books, Toronto 1970, ISBN 0-553-06312-X
- The school in American culture. University Press, Cambridge, Mass. 1971
- Blackberry winter. 1972;
- Twentieth century faith, hope and survival. 1972;
- Letters from the field. 1925—1975. New York 1977; (перевидання: Perennial Edition, New York 2001, ISBN 0-06-095804-9) (Листування)
- Soviet attitudes toward authority. An interdisciplinary approach to problems of Soviet character. Greenwood Press, Westport, Mass. 1979, ISBN 0-313-21081-0
- Ruth Benedict. A humanist in anthropology. CUP, New York 2005, ISBN 0-231-13490-8
- The study of contemporary western cultures. Berghahn Books, Bd. 1-6, New York 2000 ff. (1. The study of culture at a distance, 2000, ISBN 1-57181-217-2; 2. And keep your powder dry. An anthropologist looks at the American character, 2000, ISBN 1-57181-217-2; 3. Russian culture, 2001, ISBN 1-57181-230-X; 4. Themes in French culture. A preface to a study of French community, 2001, ISBN 1-57181-813-8; 5. Studying contemporary western society. Method and theory, 2004, ISBN 1-57181-815-4; 6. The world ahead. An anthropologist anticipates the future. 2005, ISBN 1-57181-817-0

### Праці в співавторстві
- Growth and culture. A photographic study of balinese childhood. (з Frances McGregor), Putnam Books, New York 1951
- Primitive heritage. An anthropological anthology. (з Nicholas Callas), Gollancz, London 1954
- A way of seeing. (з Rhoda Metraux), New York 1962; перевидання: Morrow Books, New York 1974, ISBN 0-688-05326-2
- Balinese character. A photographic analysis. (з Gregory Bateson), New York Academy of Sciences, New York 1962
- Family. (з Ken Heyman), Macmillan, New York 1965
- The golden age of American anthropology. (з Ruth Bunzel), Braziller Books, New York 1968
- The small conference. An innovation in communication. (з Paul Byers), Mouton Books, Den Haag 1968
- The wagon and the star. A study of American community initiative. (з Muriel Brown), Rand McNally, Chicago 1967
- To love or to perish. The technological crisis and the churches.(з Daniel D. McCracken), Friendship Press, 1972
- A Rap on Race. (з James Baldwin) 1971;
- World enough. Rethinking the future. (з Ken Heyman), Little Brown, Boston, Mass. 1976, ISBN 0-316-56470-2
- An interview with Santa Claus. (з Rhonda Metraux), Walker, New York 1978, ISBN 0-8027-0620-7
- Childhood in contemporary cultures. (з Martha Wolfenstein), University Press, Chicago, Ill. 1978, ISBN 0-226-51506-0